# Terza Lega (hockey su ghiaccio)
La Terza Lega di hockey su ghiaccio svizzero è il quinto livello su una scala di 6. Essa è gestita dalle autorità regionali dell'hockey su ghiaccio.

## Storia

### Denominazioni
- 1952-1962: Seconda Lega
- dal 1962: Terza Lega

## Partecipanti stagione 2012-2013

### Regione est

#### Gruppo 1A
- HC Ascona
- HC Blenio
- Ceresio Hockey Club CHC
- HC Chiasso
- HC Cramosina
- HC Locarno
- HC Lodrino
- HC Nivo
- Ass.Sp. Osco
- HC Pregassona Red Fox
- HC Valle Verzasca
- HC Vallemaggia
- Varese Killer Bees

#### Gruppo 1B
- HC Albula
- Hockey Bregaglia
- SC Celerina
- HC Powerplayer Davos
- CDH la Plaiv
- HC Poschiavo
- EHC Samedan
- HC Silvaplauna-Segl
- HC Zernez

#### Gruppo 2
- Akademischer EC Zürich
- EHC Frauenfeld
- EHC Hard
- SC Herisau
- GCK Lions
- PIKES EHC Oberthurgau
- SC Rheintal
- EHC Uzwil
- EC Wil
- EHC Winterthur

#### Gruppo 3
- Affoltern
- EHC Bassersdorf
- EHC Bülach
- EV Dielsdorf-Niederhasli
- EHC Engelberg-Titlis
- Glarner EC
- EHC Illnau-Effretikon
- HC Limmattal Wings
- HC Seetal
- EHC Seewen
- EHC Sursee